# Massognes
Massognes ist eine französische Gemeinde mit 271 Einwohnern (Stand: 1. Januar 2022) im Département Vienne in der Region Nouvelle-Aquitaine (vor 2016: Poitou-Charentes); sie gehört zum Arrondissement Poitiers und zum Kanton Migné-Auxances (bis 2015: Kanton Mirebeau).

## Geographie
Massognes liegt etwa 27 Kilometer nordwestlich von Poitiers. Umgeben wird Massognes von den Nachbargemeinden Craon im Norden und Westen, Cuhon im Osten und Nordosten, Vouzailles im Südosten, Maisonneuve im Süden sowie Doux im Südwesten.

## Bevölkerungsentwicklung
| Jahr                      | 1962 | 1968 | 1975 | 1982 | 1990 | 1999 | 2006 | 2013 |
| Einwohner                 | 324  | 271  | 215  | 230  | 208  | 228  | 264  | 303  |
| Quelle: Cassini und INSEE |      |      |      |      |      |      |      |      |